# Hebbadi, Shrirangapattana
Hebbadi là một làng thuộc tehsil Shrirangapattana, huyện Mandya, bang Karnataka, Ấn Độ.